# Mika Vehviläinen
Mika Pekka Vehviläinen, född 1961, är en finländsk företagsledare. Han var koncernchef för Finnair mellan 2010 och 2013 och  
har fungerat som VD för Cargotec sedan 2013. Vehviläinen är även medlem i styrelsen för Danfoss A/S.